# 噶拉噶巴
噶拉噶巴(梵文：Kilakilapa)，印度大乘密宗人士，八十四成就者之一。

## 簡介
噶拉噶巴是出身於比利阿的低種姓人家。因過去業力之故，噶拉噶巴非常饒舌，受鎮上的人厭惡排斥。因此跑到墓地居住，巧遇一瑜珈士，授以密集金剛灌頂， 了達自己的聲音與外界的聲音，其本質是無有分別的空性。之後證得大手印，以噶拉噶巴之名聞名。之後噶拉噶巴為具德眾生宣說修行歷程後，與三百隨從進入勇父淨土。